# O.J. Simpson
O.J. Simpson, właśc. Orenthal James Simpson (ur. 9 lipca 1947 w San Francisco, zm. 10 kwietnia 2024 w Las Vegas) – amerykański futbolista grający na pozycji running backa w klubach NFL Buffalo Bills (w latach 1969–1977) i San Francisco 49ers (w latach 1978–1979). W trakcie kariery był znaczącym zawodnikiem, zaliczając wiele osiągnięć i zdobywając liczne nagrody, m.in. Heisman Trophy oraz Hickok Belt. Po jej zakończeniu był komentatorem sportowym i aktorem filmowym oraz telewizyjnym. 
Duży rozgłos medialny zapewniła Simpsonowi sprawa morderstwa Nicole Brown i Rona Goldmana w 1994 roku, o którego dokonanie został oskarżony, oraz związana z nią późniejsza samochodowa ucieczka przed policją i proces karny, w którym ostatecznie go uniewinniono. W 2008 roku został skazany za zbrojny napad i porwanie na 33 lata pozbawienia wolności, jednak warunkowo wyszedł na wolność w 2017 roku, po odsiedzeniu 9 lat.

## Życiorys

### Wczesne lata
Orenthal James Simpson urodził się 9 lipca 1947 roku w San Francisco, jako syn Eunice z domu Durden, dyrektorki szpitala i Jimmy’ego Lee Simpsona, kucharza oraz pracownika banku. Ojciec Simpsona był także znanym w okolicach San Francisco drag queen; zmarł na AIDS w 1985 roku. Pierwsze z imion, Orenthal, nadała mu ciotka, gdyż podobno tak miał na imię lubiany przez nią pewien francuski aktor. Rodzice Simpsona rozwiedli się w 1952 roku. W związku z tym Orenthal, jego brat Melvin i dwie siostry Shirley oraz Carmelita byli wychowywani przez matkę, z którą żyli w zamieszkanej w większości przez czarnoskórą ludność dzielnicy Potrero Hill w San Francisco. W wieku dwóch lat Orenthal nabawił się krzywicy nóg, przez co jego matka, którą nie było stać na profesjonalne ortezy, do piątego roku życia przez kilka godzin dziennie kazała mu nosić zrobione przez siebie specjalne buty połączone żelazną poprzeczką.

### Kariera sportowa

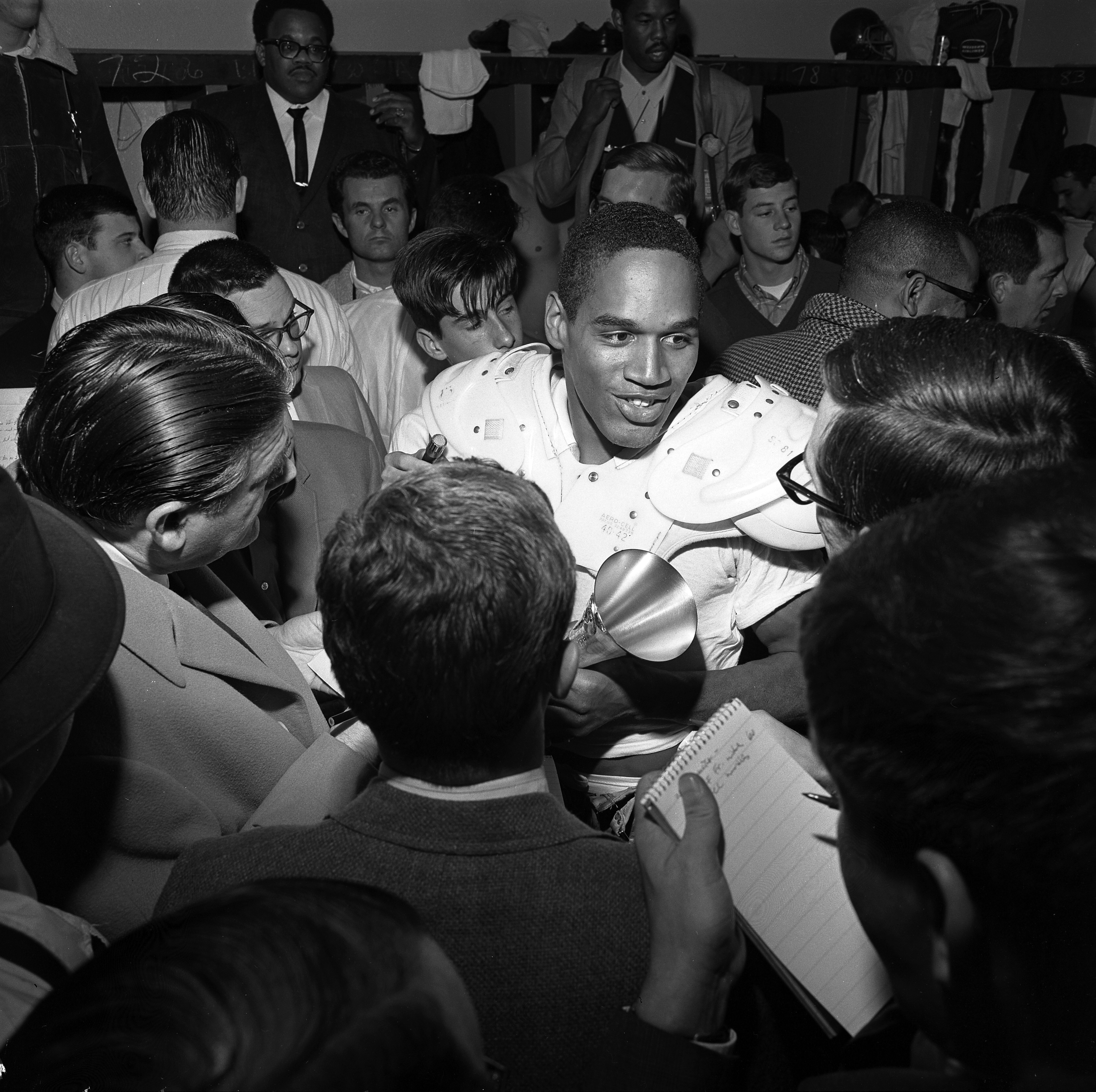
O.J. Simpson podczas rozmowy z dziennikarzami w 1967 roku

W 1965 roku O.J. Simpson ukończył szkołę średnią Galileo High School. Będąc jej uczniem grał w futbol amerykański i był wyróżniającym się zawodnikiem, jednak przez wzgląd na niezbyt wysoki poziom sportowy jego drużyn i słabe oceny nie otrzymał żadnych ofert stypendialnych z college’owych programów sportowych. Zamiast tego wstąpił do City College w San Francisco, gdzie bił rekordy w juniorskim futbolu college’owym. W 1967 roku został przyjęty na Uniwersytet Południowej Kalifornii, na którym z powodzeniem kontynuował grę w futbol amerykański, odznaczając się szybkością i siłą. W tym samym roku z uniwersytecką drużyną USC Trojans zdobył mistrzostwo kraju. Dzięki dobrym występom na boisku w 1968 roku otrzymał Heisman Trophy. 
W 1969 roku jako pierwszy został wybrany w drafcie NFL i podpisał kontrakt z klubem Buffalo Bills. W swojej zawodowej karierze grał na pozycji running backa w sumie w dwóch klubach NFL: oprócz Buffalo Bills, którego barwy reprezentował do 1977 roku, był jeszcze też zawodnikiem San Francisco 49ers (w latach 1978–1979). Nieprzerwanie, aż do końca kariery sportowej w 1979 roku, bił rekordy. Czterokrotnie zostawał liderem w klasyfikacji zdobytych jardów (1972, 1973, 1975, 1976), a dwukrotnie w liczbie zdobytych przyłożeń (1973, 1975). Gdy kończył karierę sportową, był drugim zawodnikiem wszech czasów w klasyfikacji zdobytych jardów. W latach 1972–1976 grał pięciokrotnie w Pro Bowl i pięciokrotnie w All-Pro. W 1973 roku został wybrany MVP ligi NFL, a w innych głosowaniach znalazł się w zespole 10-lecia i 75-lecia NFL. W tym samym roku nagrodzono go także nagrodami Associated Press: dla sportowca roku, dla najbardziej wartościowego gracza NFL i dla ofensywnego gracza roku NFL, ponadto uhonorowany został trofeami Hickok Belt oraz Bert Bell Award. Jego osiągnięcia na boisku zapewniły mu stałe miejsce w College Football Hall of Fame i Pro Football Hall of Fame.
Simpson uprawiał także lekkoatletykę. 17 czerwca 1967 roku biegł w sztafecie 4 × 110 jardów (jako zawodnik Uniwersytetu Południowej Kalifornii), która wynikiem 38,6 s ustanowiła rekord świata w biegu 4 × 100 m (440 jardów to nieco ponad 400 m).

### Kariera medialna i aktorska
W latach 70. XX wieku dzięki swojej popularności O.J. Simpson nawiązał współpracę z producentem samochodów Chevrolet oraz firmą wynajmującą samochody Hertz i występował w telewizyjnych reklamach produktów tych przedsiębiorstw. 
W latach 1978–1982 był komentatorem meczów NFL w telewizji NBC. W 1983 roku dołączył do obsady magazynu futbolowego Monday Night Football telewizji ABC, jednak po sezonie 1985 ligi NFL został z niej usunięty. W 1989 roku zastąpił Ahmada Rashada jako komentatora w programie NFL Live! telewizji NBC. W 1994 roku stracił posadę w NFL Live! na rzecz Rashada.
Simpson postanowił także spróbować swoich sił jako aktor. Zagrał w ponad 30 filmach i serialach. Przede wszystkim znany jest z roli detektywa Nordberga, którą odtwarzał w serii filmów komediowych Naga broń. Za udział w jednym z filmów z serii, Naga broń 33⅓: Ostateczna zniewaga, w 1995 roku otrzymał Złotą Malinę dla najgorszego aktora drugoplanowego. Miał także na koncie grę m.in. w filmach Student Exchange, Back to the Beach i Kryptonim: Alexa oraz w serialu Jeden plus dziesięć.

## Procesy sądowe

### Procesy dotyczące morderstwa Nicole Brown i Rona Goldmana

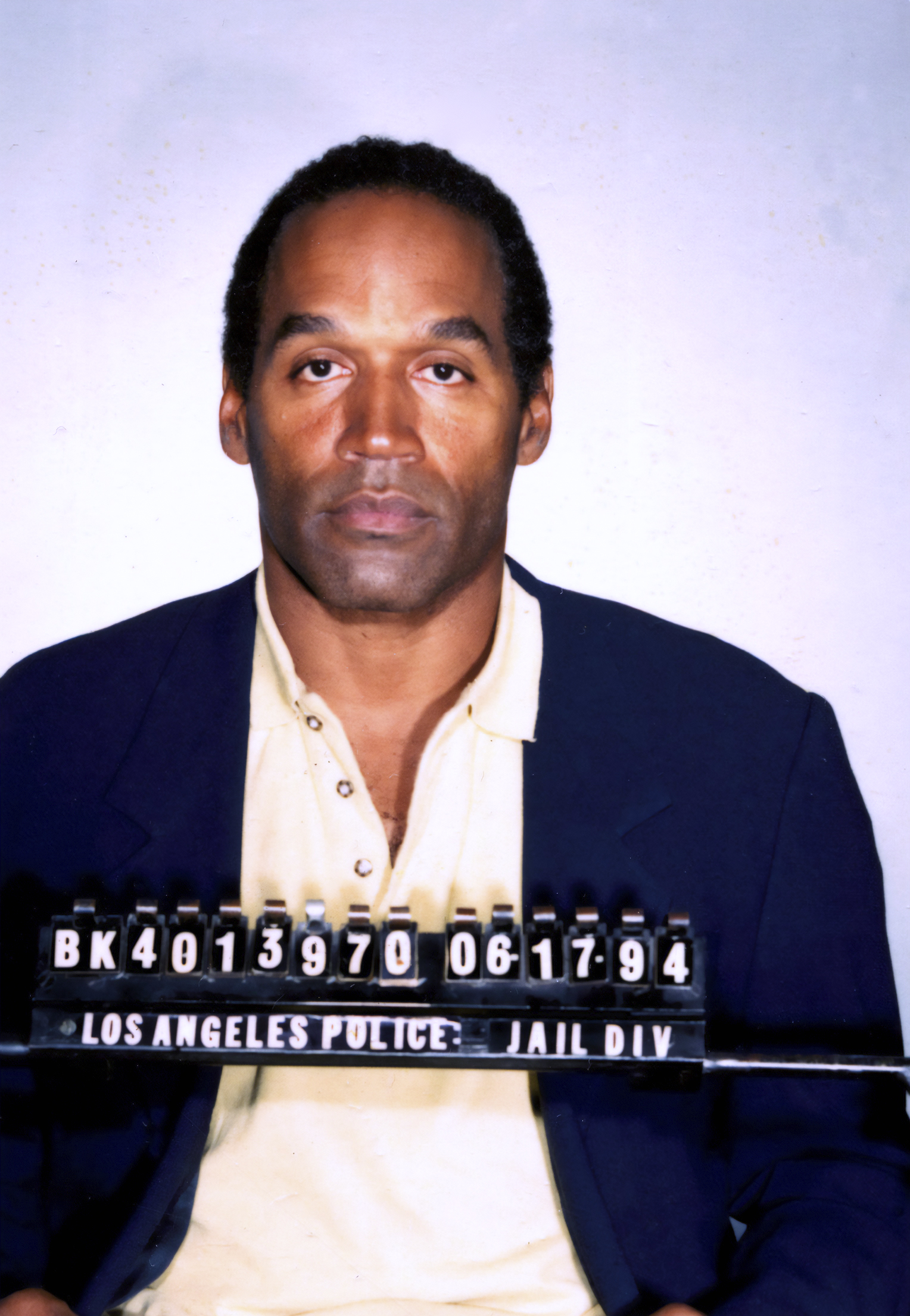
Zdjęcie sygnalityczne O.J. Simpsona zrobione po aresztowaniu 17 czerwca 1994 roku

W nocy 13 czerwca 1994 roku była żona Simpsona, Nicole Brown i jej przyjaciel Ron Goldman zostali znalezieni martwi z ranami kłutymi w jej domu w Brentwood w Los Angeles. Badający miejsce zbrodni funkcjonariusze policji niemal natychmiast wskazali O.J. Simpsona jako podejrzanego o pozbawienie życia Brown i Goldmana. W następnych dniach prawnik Simpsona Robert Kardashian skontaktował się z policją i poinformował ją, że jego klient stawi się w jednostce policji 17 czerwca o godzinie 11:00. Jako, że Simpson o wyznaczonej porze się nie pojawił policja tego samego dnia rozpoczęła jego poszukiwania i w końcu około 18:30 zlokalizowała Simpsona jadącego jako pasażer białym Fordem Bronco prowadzonym przez jego przyjaciela Ala Cowlingsa. Funkcjonariusze kazali kierowcy się zatrzymać, jednak gdy zobaczyli, że Simpson ma broń palną, którą, według późniejszych relacji, miał przykładać sobie do głowy i grozić popełnieniem samobójstwa, wycofali się i postanowili podążać za samochodem Cowlingsa. Wówczas rozpoczął się masowy pościg policyjny o niskiej prędkości za Simpsonem i Cowlingsem około 96-kilometrową trasą wiodącą autostradami w Los Angeles. Całe wydarzenie było transmitowane na żywo przez stacje telewizyjne dzięki latającym nad miejscem pościgu śmigłowcom z ekipami telewizyjnymi i było oglądane przez około 95 milionów ludzi w Stanach Zjednoczonych. Spowodowało nawet przerwanie przez telewizję NBC transmisji piątego meczu finałów koszykarskiej ligi NBA pomiędzy drużynami New York Knicks i Houston Rockets. O 19:57 Simpson i Cowlings dotarli pod dom Simpsona w Brentwood, gdzie obaj, po trwających około godziny negocjacjach, poddali się policji i zostali aresztowani.
Proces karny oskarżonego o dwa morderstwa pierwszego stopnia O.J. Simpsona trwał od 24 stycznia do 3 października 1995 roku i zakończył się wydaniem przez ławę przysięgłych wyroku uniewinniającego. Na czele zespołu obrońców, którym udało się doprowadzić do uniewinnienia Simpsona stał początkowo Robert Shapiro, a następnie Johnnie Cochran. Oprócz wyżej wymienionych, w skład wysoko wyspecjalizowanej grupy prawników wchodzili także: F. Lee Bailey, Alan Dershowitz, Robert Kardashian, Shawn Holley, Carl E. Douglas, Gerald Uelmen oraz dwóch profesjonalnych obrońców specjalizujących się w dowodach związanych z badaniami DNA: Barry Scheck i Peter Neufeld. Zespół prawników sportowca, zwany Dream Teamem, w trakcie procesu nieraz powoływał się na kwestię koloru skóry swojego mocodawcy, zestawiając ją z nienależącymi wtedy do rzadkości przypadkami brutalnych, mających rasistowskie podłoże działań policji w Los Angeles. Jednym z najważniejszych dni procesu był natomiast 15 czerwca, kiedy to prokurator Christopher Darden kazał Simpsonowi przymierzyć znalezione na miejscu zbrodni, zakrwawione skórzane rękawiczki, co do których twierdził, że mogły należeć do futbolisty, na potwierdzenie czego przedstawił wcześniej fotograficzne dowody na posiadanie przez sportowca podobnych, jeśli nie takich samych rękawiczek jak te z miejsca zbrodni. Po założeniu rękawiczek Simpson stwierdził, że są „za ciasne”. Później, podczas przemówień końcowych, obrońca Johnnie Cochran w swoim wystąpieniu przed ławą przysięgłych podkreślał znaczenie niepasowania rękawiczek na dłonie swojego klienta wielokrotnie powtarzając: „Jeśli one nie pasują, to musicie uniewinnić”. Podobnie jak wcześniej pościg, również proces karny O.J. Simpsona był śledzony przez masę ludzi dzięki relacjom medialnym, a wieczorne telewizyjne serwisy informacyjne sprawiły, że był to najczęściej omawiany temat w 1995 roku. Przez różne media jest określany mianem „procesu stulecia” (trial of the century).
W 1996 roku Fred Goldman i Sharon Rufo, rodzice Rona Goldmana i Louis Brown, ojciec Nicole Brown, złożyli pozew cywilny przeciwko O.J. Simpsonowi o roszczenie z tytułu zawinionej śmierci w związku z morderstwem z 1994 roku. W 1997 roku sąd zasądził od Simpsona odszkodowanie w wysokości 33,5 miliona dolarów dla rodzin zmarłych, przyjmując, że Simpson pozbawił ich życia. Wkrótce Simpson ogłosił upadłość i przeniósł się na Florydę, aby chronić swoją emeryturę przed zajęciem. Jego pozostałe aktywa zostały zajęte i zlicytowane na aukcji, a większość z nich zakupili krytycy wyroku zapadłego w procesie karnym Simpsona, żeby pomóc powodom odzyskać koszty postępowania sądowego. Heisman Trophy Simpsona zostało sprzedane nieujawnionemu nabywcy za 255 500 dolarów, a cały dochód ze sprzedaży przekazano rodzinie Goldmanów, która twierdziła, że otrzymała tylko jeden procent pieniędzy, które Simpson był winien w związku z pozwem o zawinioną śmierć.

### Pozostałe
W wieku 15 lat O.J. Simpson został aresztowany i postawiony przed sądem za kradzieże organizowane wraz z gangiem „Wojowników Perskich” (Persian Warriors), do którego dołączył dwa lata wcześniej. Przez krótki okres był osadzony w ośrodku dla młodzieży San Francisco Youth Guidance Center. 
15 września 2007 roku Simpson został aresztowany w Las Vegas w związku z włamaniem do pokoju hotelowego. Sportowiec twierdził, że chciał tylko odebrać swoją własność – pamiątki po sławnych sportowcach, również dotyczące jego samego. 4 października 2008 roku został uznany za winnego wszystkich 12 zarzutów związanych z napadem z bronią w ręku w Las Vegas oraz porwaniem. 5 grudnia 2008 roku został skazany za zbrojny napad i porwanie na 33 lata pozbawienia wolności z możliwością warunkowego zwolnienia po odbyciu co najmniej 9 lat orzeczonej kary. Karę odbywał w zakładzie penitencjarnym Lovelock Correctional Center niedaleko Reno w stanie Nevada. 20 lipca 2017 roku komisja do spraw zwolnień warunkowych stanu Nevada poinformowała o warunkowym zwolnieniu Simpsona, które zaplanowano na 1 października 2017 roku.

## Kwestia rasy i status społeczny
Indywidualne odpowiednie cechy charakteru O.J. Simpsona sprawiły, że stał się on pierwszym afroamerykańskim sportowcem „sprzedawanym” na wielką skalę, ponadto cieszył się powszechnym uwielbieniem społecznym i przywilejami zarezerwowanymi dotąd jedynie dla ludności białej, wymykając się wszelkim podziałom rasowym. Jest postrzegany jako ktoś, kto „przetarł szlaki” dla amerykańskich mniejszości etnicznych na wielu polach, mimo że nigdy mu na tym specjalnie nie zależało, nie aspirował do miana rzecznika mniejszości ani nie wykazywał zainteresowania kwestiami rasowymi i społecznymi, będąc skupionym na własnej karierze oraz budowaniu marki. Często funkcjonował w „świecie białych”, wchodząc z nimi w interakcje i przyjaźniąc się z wieloma z nich, mimo wciąż obecnych w ówczesnych czasach w amerykańskiej rzeczywistości przejawów segregacji rasowej. Sam Simpson w wywiadzie z 1969 roku tak odniósł się do swojego specyficznego statusu społecznego: „Moim największym osiągnięciem jest to, że ludzie patrzą na mnie jak na człowieka, a nie jak na czarnego człowieka”.

## Życie prywatne

### Rodzina

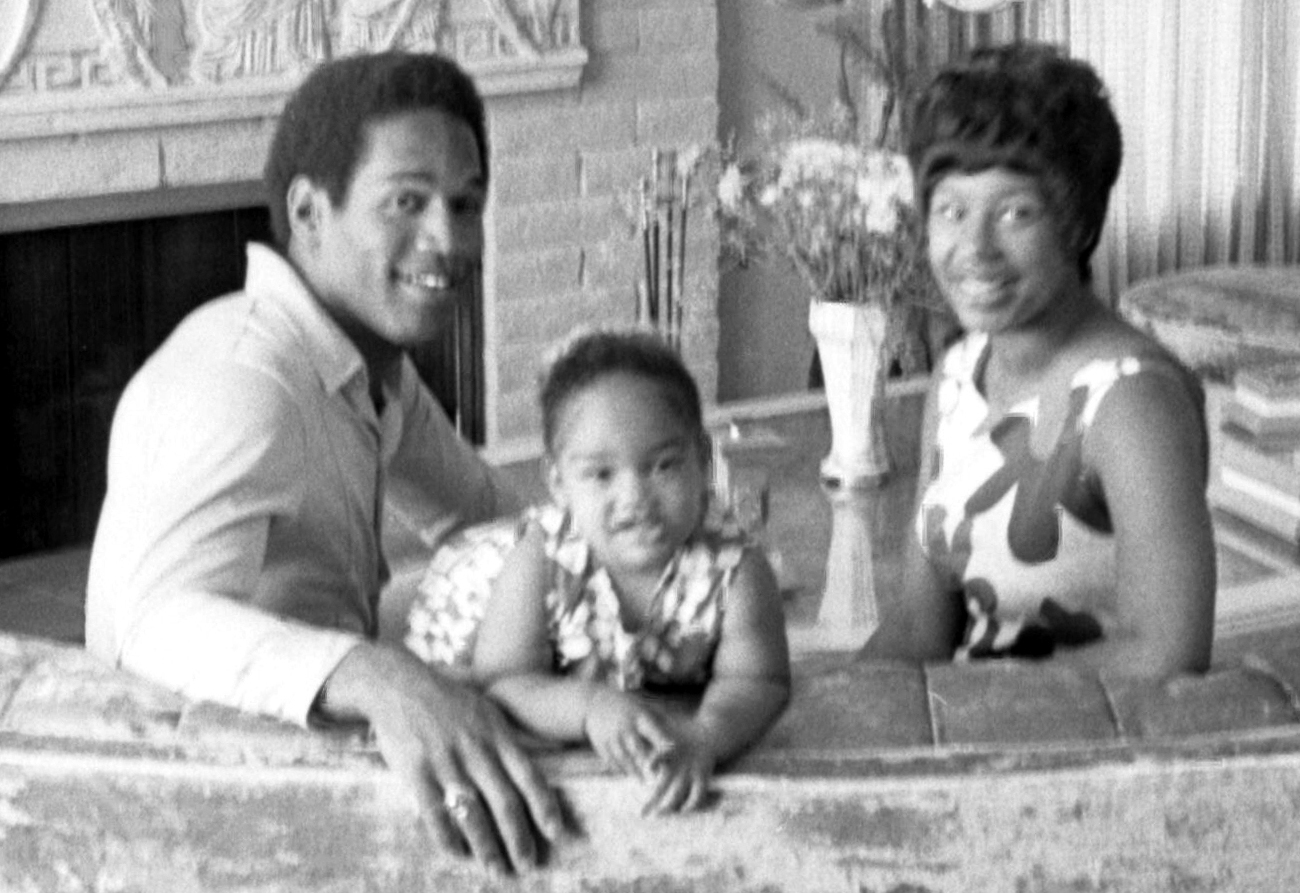
O.J. Simpson z pierwszą żoną Marguerite i córką Arnelle w domu w Bel Air w Los Angeles w 1970 roku

Pierwszy raz O.J. Simpson ożenił się 24 czerwca 1967 roku ze swoją dziewczyną z liceum, Marguerite L. Whitley. Mieli trójkę dzieci: córkę Arnelle L. Simpson (ur. 1968), syna Jasona (ur. 1970) oraz córkę Aaren Lashone Simpson (1977–1979). W październiku 1978 roku para rozwiodła się. W sierpniu 1979 roku Aaren utopiła się w rodzinnym basenie.
Podczas wizyty w restauracji w czerwcu 1977 roku poznał pracującą tam kelnerkę, Nicole Brown. Para pobrała się 2 lutego 1985 roku. Doczekali się dwójki dzieci: córki Sydney (ur. 1985) i syna Justina (ur. 1988). Podczas śledztwa dotyczącego morderstwa Nicole Brown i Rona Goldmana wyszło na jaw, że O.J. Simpson wielokrotnie bił swoją żonę. Do domu pary Nicole ośmiokrotnie wzywała policję, jednak nigdy nie zdecydowała się na złożenie oskarżenia przeciwko mężowi. W 1989 roku Nicole zdecydowała się na separację, a rozwód nastąpił w lutym 1992 roku. Później para próbowała ponownie scalać swoją rodzinę. Pomimo kolejnej interwencji policji w październiku 1993 roku, para spędzała razem Boże Narodzenie. W maju 1994 roku, na kilka tygodni przed śmiercią, Nicole miała ostatecznie nie zaakceptować wymagań, stylu życia, romansów i temperamentu byłego męża i zrezygnować z dalszych starań o naprawienie relacji.

### Choroba i śmierć
W maju 2023 roku Simpson zamieścił w serwisie Twitter materiał filmowy, w którym ujawnił, że niedawno zachorował na raka i poddał się chemioterapii, dodając, że prawdopodobnie pokonał raka (nie określając jego charakteru). W lutym 2024 roku lokalny portal z Las Vegas, w którym Simpson mieszkał po wyjściu z więzienia w 2017 roku, doniósł, że sportowiec ma raka prostaty i przechodzi chemioterapię. Tego samego dnia Simpson we wpisie w serwisie X (zmieniona nazwa Twittera) zaprzeczył pogłoskom, jakoby przebywał w hospicjum, jednak ani nie potwierdził ani nie zaprzeczył doniesieniom o jego chorobie. Dwa dni później w kolejnym wpisie stwierdził, że jego zdrowie jest w porządku, chociaż boryka się z pewnymi problemami, co do których myśli, że już sobie z nimi poradził.
Simpson zmarł 10 kwietnia 2024 roku w wieku 76 lat w swoim domu w Las Vegas, w otoczeniu najbliższej rodziny. 17 kwietnia tego roku jego ciało zostało poddane kremacji w Palm Mortuary w Downtown Las Vegas.

## W popkulturze
O.J. Simpsonowi poświęcone zostały liczne produkcje filmowe i serialowe: film telewizji Fox TV The O. J. Simpson Story (1995; w roli Simpsona Bobby Hosea), film telewizji CBS American Tragedy (2000; w roli futbolisty Raymond Forchion), film dokumentalny telewizji BBC O.J. Simpson: The Untold Story (2000), filmy dokumentalne telewizji Investigation Discovery OJ: Trial of the Century (2014) i O.J. Simpson Trial: The Real Story (2016), pięcioodcinkowy miniserial dokumentalny O.J.: Made in America (2016; reżyseria: Ezra Edelman) oraz pierwszy sezon serialu American Crime Story (2016; w rolę sportowca wcielił się Cuba Gooding Jr.).

## Filmografia
Opracowano na podstawie materiału źródłowego.
- Dragnet (w jednym odcinku; 1968) jako potencjalny rekrut (niewymieniony w napisach końcowych)
- It Takes a Thief (w jednym odcinku; 1968) jako pasażer samolotu (niewymieniony w napisach końcowych)
- Ironside (w jednym odcinku; 1968) jako widz (niewymieniony w napisach końcowych)
- The Name of the Game (w jednym odcinku; 1968) jako strażnik więziennej komory gazowej (niewymieniony w napisach końcowych)
- Śmierć rewolwerowca (Death of a Gunfighter; 1969) jako mieszczuch (niewymieniony w napisach końcowych)
- Medical Center (w jednym odcinku; 1969) jako Bru Wiley
- The Dream of Hamish Mose (1969)
- Cade’s County (w jednym odcinku; 1972) jako Jeff Hughes
- Owen Marshall, Counselor at Law (w jednym odcinku; 1973) jako Simms
- Here’s Lucy (w jednym odcinku; 1973) jako on sam
- Why (1973) jako sportowiec
- Człowiek klanu (The Klansman; 1974) jako Garth
- Płonący wieżowiec (The Towering Inferno; 1974) jako Harry Jernigan
- Zabójcza siła (Killer Force; 1976) jako Alexander „Bopper”
- Skrzyżowanie Kassandra (The Cassandra Crossing; 1976) jako Haley
- Korzenie (Roots; w jednym odcinku; 1977) jako Kadi Touray
- A Killing Affair (1977) jako Woodrow York
- Koziorożec 1 (Capricorn One; 1977) jako komandor John Walker
- Siła ognia (Firepower; 1979) jako Catlett
- Goldie and the Boxer (1979) jako Joe Gallagher
- Detour to Terror (1980) jako Lee Hayes
- Goldie and the Boxer Go to Hollywood (1981) jako Joe Gallagher
- Cocaine and Blue Eyes (1983) jako Michael Brennen
- Hambone and Hillie (1983) jako Tucker
- Jeden plus dziesięć (1st & Ten; w 67 odcinkach; 1986–1991) jako T.D. Parker
- Back to the Beach (1987) jako człowiek na lotnisku (niewymieniony w napisach końcowych)
- Student Exchange (1987) jako trener piłki nożnej
- Naga broń: Z akt Wydziału Specjalnego (The Naked Gun: From the Files of Police Squad!; 1988) jako detektyw Nordberg
- Gorączka nocy (In the Heat of the Night; w jednym odcinku; 1989) jako radny Lawson Stiles
- Naga broń 2½: Kto obroni prezydenta? (The Naked Gun 2½: The Smell of Fear; 1991) jako detektyw Nordberg
- Kryptonim: Alexa (CIA Code Name: Alexa; 1992) jako Nick Murphy
- Nie ma kryjówki (No Place to Hide; 1992) jako Allie Wheeler
- Naga broń 33⅓: Ostateczna zniewaga (Naked Gun 33 ⅓: The Final Insult; 1994) jako detektyw Nordberg
- Frogmen (1994) jako John „Bullfrog” Burke
- Adventures in Wonderland (w jednym odcinku; 1994) jako on sam
- The Lemon Twist (2004) jako chłopak The Jealous
- ADHDtv: With Lew Marklin (w jednym odcinku; 2008)